# Ai Weiwei

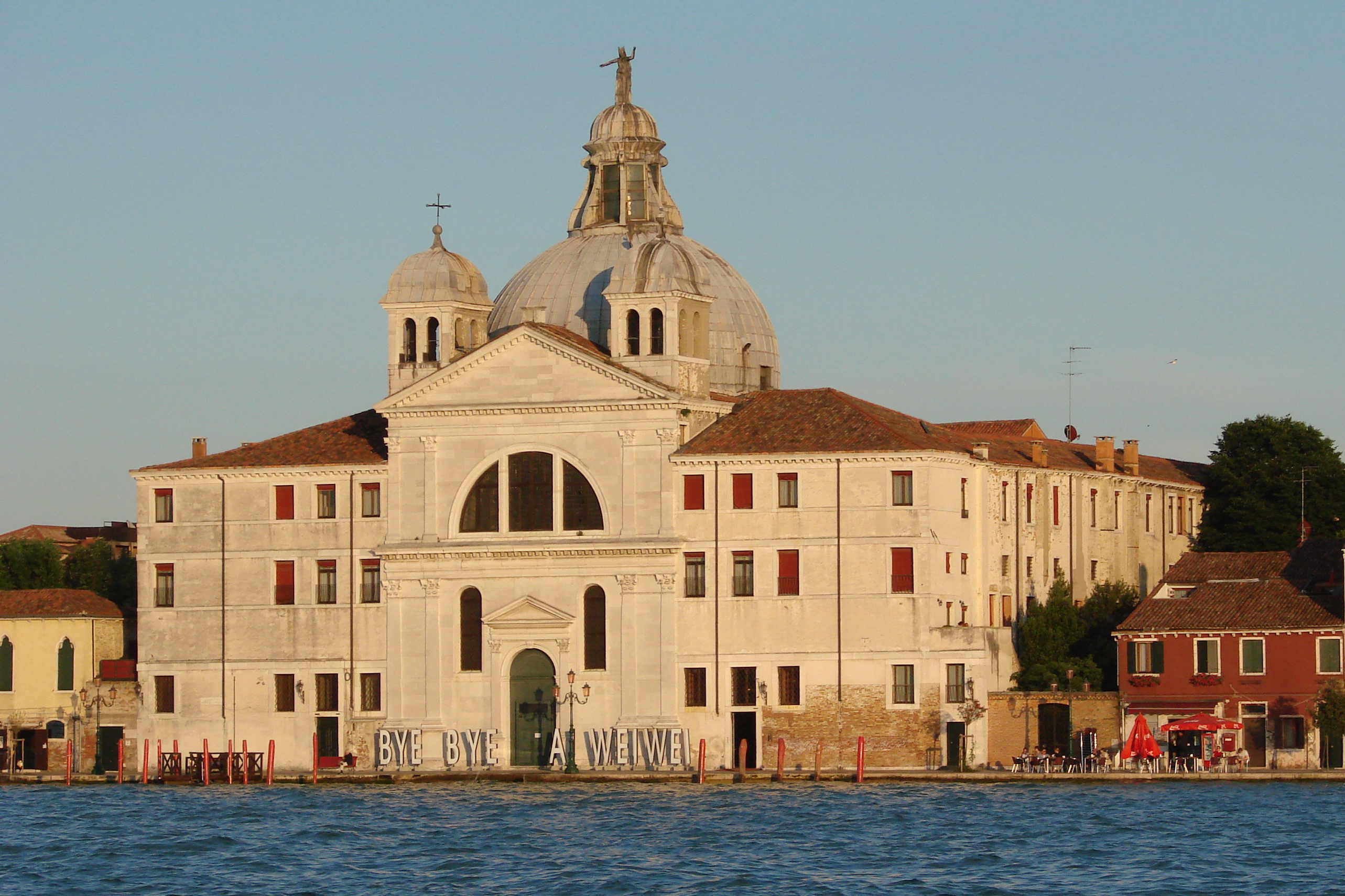
Bye Bye Ai Weiwei voor Le Zitelle (officieel Santa Maria della Presentazione), Giudecca, Venetië, juni 2011 tijdens Biënnale van Venetië

Ai Weiwei  (Chinees: 艾未未, Hanyu pinyin: Ài Wèiwèi) (Peking, 28 augustus 1957) is een Chinees conceptueel kunstenaar, politiek activist en filosoof. Hij is veelzijdig en ook actief in andere kunstvormen, zoals architectuur, fotografie en film. Ai verbindt de traditionele Chinese cultuur met zijn persoonlijke beeldtaal. Hij staat bekend om zijn kritiek op de sociale en culturele veranderingen in zijn land. Weiwei is beïnvloed door het Dadaïsme van Marcel Duchamp. Bij het bekritiseren van de mensenrechtensituatie, de economische uitbuiting en de milieuvervuiling maakt hij intensief gebruik van het internet (een blog die dagelijks door tienduizend mensen werd gelezen) en Twitter om te communiceren.

## Biografie
Ai groeide op in Shihezi in het verafgelegen Sinkiang, in het noordwesten van China. De oorsprong van de familie ligt in Zhejiang, Jinhua. Zijn vader, Ai Qing (1910-1996), een beroemd schrijver, schilder en dichter, was in 1958 voor de eerste keer naar een werkkamp verbannen. In 1967 werd zijn vader opnieuw verbannen als vijand van het volk en gedwongen tot het schoonhouden van toiletten. De familie leefde lange tijd ondergronds, n.b. in een hol.

### Terug in Peking
In 1975 keerde de familie Ai terug naar Peking en in 1978 schreef Weiwei zich in aan de filmacademie van Peking en bleek een klasgenoot van Zhang Yimou en Chen Kaige. Tussen 1981 en 1993 woonde Ai in New York en werkte als schoonmaker en timmerman. Ai hield zich daarbij bezig met design en met gokken in Atlantic City. Hij keerde terug vanwege de ziekte van zijn vader. De Nederlandse kunstenaar en verzamelaar Hans van Dijk was een van de eersten die contacten legde met de Chinese kunstscene en Ai Weiwei. Ai stichtte in 1999 samen met Van Dijk China Art Archives and Warehouse (CAAW).
Ai woont en werkt in de kunstenaarswijk 798 Art Zone, Dashanzi, Chaoyang (district). Hij schreef drie boeken waarin hij de nieuwe generatie kunstenaars in China interviewde. In 1995 exposeerde hij voor het eerst in Zweden (Göteborg). In 2000 had hij zijn eerste expositie in Luzern. In 2003 richtte hij een architectenbureau op, genaamd FAKE. In 2006 ontwierp hij een huis in Upstate New York, waarvoor hij belangrijke prijzen won. Ai werkte in 2008 als artistieke adviseur samen met de Zwitserse architecten Herzog & de Meuron bij het ontwerpen van het Nationaal Stadion van Peking voor de Olympische Spelen. Het ontwerp ontstond in 2000 en het stadion kwam eruit te zien als een vogelnest.
In Kangbashi werkte Ai samen met honderd architecten om in de woestijn van Mongolië een nieuwe culturele wijk in het leven te roepen.
Ai hield zich bezig met het blootleggen van het veronderstelde bouwschandaal bij de scholen die instortten tijdens de aardbeving van 2008 in Sichuan. De muren waren breekbaar als tofoe. Ai deed onderzoek naar de corruptie en het verbergen daarvan door de Chinese regering.
In 2009 werkte hij samen met Luc Tuymans als conservator bij The State of Things. Er kwam een tentoonstelling in Brussel, maar die in Peking werd door de autoriteiten verboden. Ai kreeg een hersenbloeding en liet zich in München opereren.
Ai richtte een nieuw atelier op in Malu, Jiading (district), Shanghai. In 2010 kondigden de ambtenaren aan dat het gebouw zou moeten worden afgebroken, omdat niet de juiste procedures waren gevolgd. Op 7 november 2010 organiseerde Ai een afbraakfeest, c.q. -banket; 1.000 bezoekers hadden zich via internet aangemeld. Ai kreeg twee dagen huisarrest opgelegd en was dus niet aanwezig op het feest. Het gebouw werd in januari 2011 afgebroken.

### Beschuldiging en huisarrest
Ai Weiwei raakte begin 2011 in de problemen vanwege zijn kritiek op de Chinese regering. Formeel is hij beschuldigd van belastingontduiking. Op 3 april 2011 werd hij door de Chinese politie vastgezet op het vliegveld van Peking en zijn studio in de hoofdstad werd verzegeld tijdens een hardhandig optreden van de autoriteiten tegen activisten en dissidenten. De Solomon R. Guggenheim Foundation startte vervolgens een internet-petitie voor zijn vrijlating.
Op 15 mei 2011 mocht zijn vrouw Lu Qing hem kort spreken. Hij zou haar hebben gezegd dat hij niet slecht is behandeld of is gemarteld.
Op woensdag 22 juni 2011, werd Ai Weiwei na 81 dagen op borgtocht vrijgelaten. Hij werd aansluitend onder een vorm van huisarrest geplaatst en mocht Peking niet verlaten. Volgens Chinese staatsmedia heeft hij een borgsom betaald en bekend dat hij belasting heeft ontdoken. Een andere reden voor zijn vrijlating zou zijn slechte gezondheid zijn geweest. Volgens activisten was de echte reden van zijn arrestatie zijn kritiek op het bewind. Ai kreeg een spreekverbod en zijn bedrijf heeft belastingaanslag voorgelegd gekregen.
Begin november 2011 ontving het bedrijf van Ai Weiwei een belastingaanslag voor 15 miljoen yuan (1,73 miljoen euro), te betalen binnen 15 dagen. Ondanks dat vele sympathisanten meer dan de helft van het gevraagde geld aan hem overmaakten, verklaarden de verantwoordelijken van de belastingsdiensten dat de schuld integraal op 16 november 2011 betaald moest zijn.
Op 20 juni 2012 werd bekend dat de rechtszaak die Ai's bedrijf heeft aangespannen tegen de aanslag van de Chinese Belastingdienst is gestart. Aan de vooravond van de behandeling verdween de advocaat van Ai spoorloos, na een telefoontje van de autoriteiten met het verzoek zich bij hen te melden. Medewerkers van Ai zeggen dat zij door de politie zijn geslagen, toen zij de politiewagens voor het huis van Ai wilden filmen. Ai zelf is niet aanwezig bij de rechtszaak, dit is hem door de politie verboden. De rechtbank besliste eerder dat Ai wel aanwezig mocht zijn bij deze zitting.
In de zomer van 2015 kreeg Ai Weiwei na 4 jaar zijn paspoort terug en kon hij weer naar het buitenland reizen.

## Kunstwerken

### Protest tegen overheid via landkaart babyvoeding
Op 17 mei 2013 presenteerde Ai Weiwei in Hong Kong zijn laatste project: een landkaart van China samengesteld uit 1800 blikken babyvoeding. Uit zijn toelichting blijkt dat dit past in zijn traditie van protesten tegen de Chinese overheid: "Een land als China kan een satelliet in de ruimte brengen, maar het kan niet een veilige fles aan de mond van een kind brengen. Ik vind dat extreem absurd."
In 2014 publiceerde Ai Weiwei op Instagram zijn 'gunleg' (geweerbeen) selfie als kritiek op de manier van terrorismebestrijding in China. Dit kreeg veel navolging.

### Legosteentjes
In 2015 was Ai Weiwei van plan om in Australië met Lego een kunstwerk te maken met reusachtige portretten van politieke dissidenten. Hij bestelde daartoe de blokjes bij de Deense fabrikant van Lego. Deze wilde de blokjes niet leveren omdat zij het gebruik van de steentjes voor politieke doeleinden niet wilden toestaan. Ai Weiwei begon meteen een campagne en opende in diverse steden verzamelpunten voor Lego. Als eerste verzamelpunt koos hij een auto met open dak, geparkeerd voor Studio Ai Weiwei in Beijing. Vanuit de hele wereld kreeg Ai Weiwei blokjes aangeboden.
Op uitnodiging van het Middelheimmuseum bouwde Weiwei in 2012 een brug in het Middelheimpark. Hij hergebruikte een bestaande brug en verving het dek door "een reliëf met planken die samen de contouren van zijn thuisland China vormen".

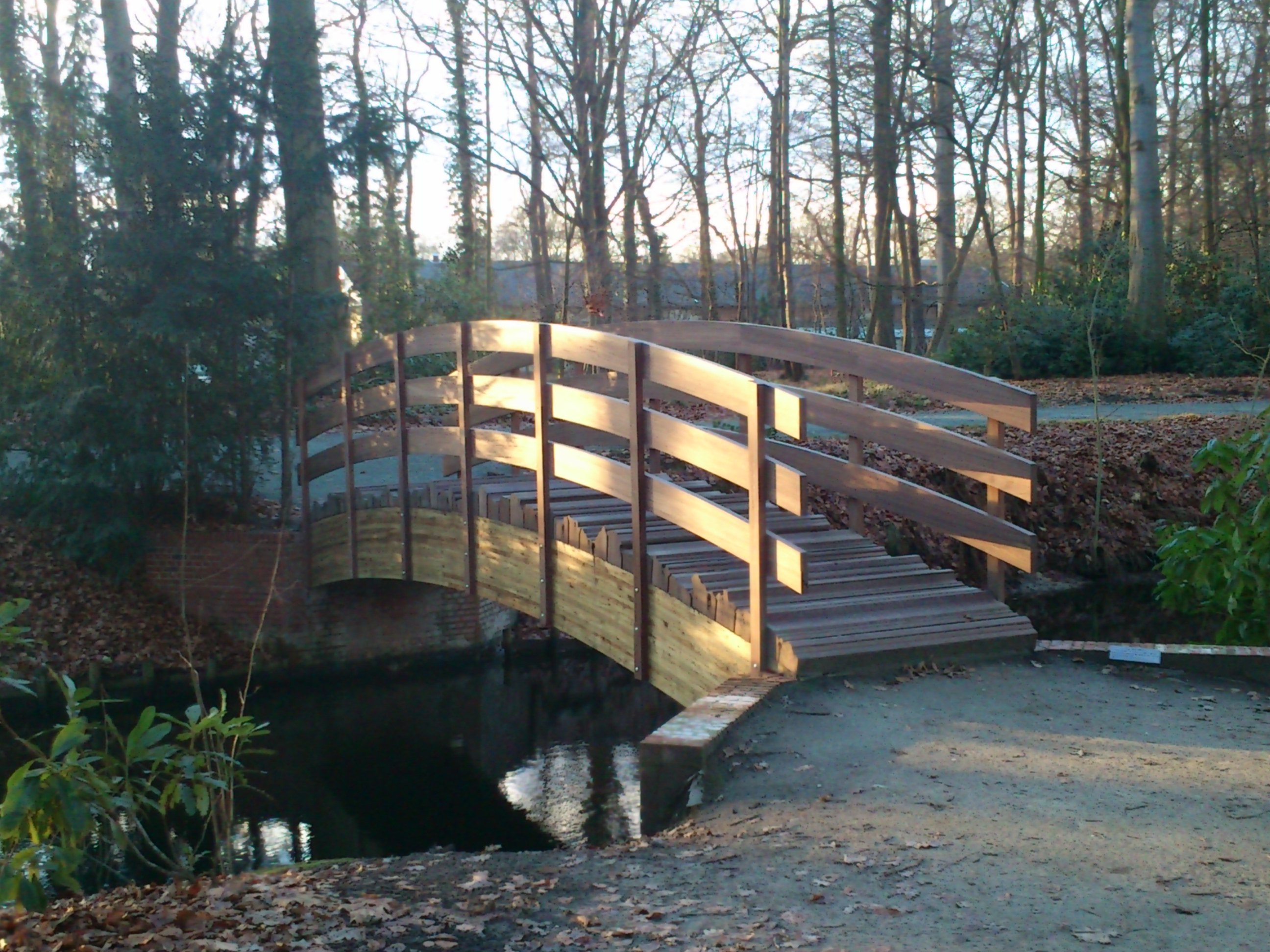
De brug in het Middelheimpark - zijaanzicht
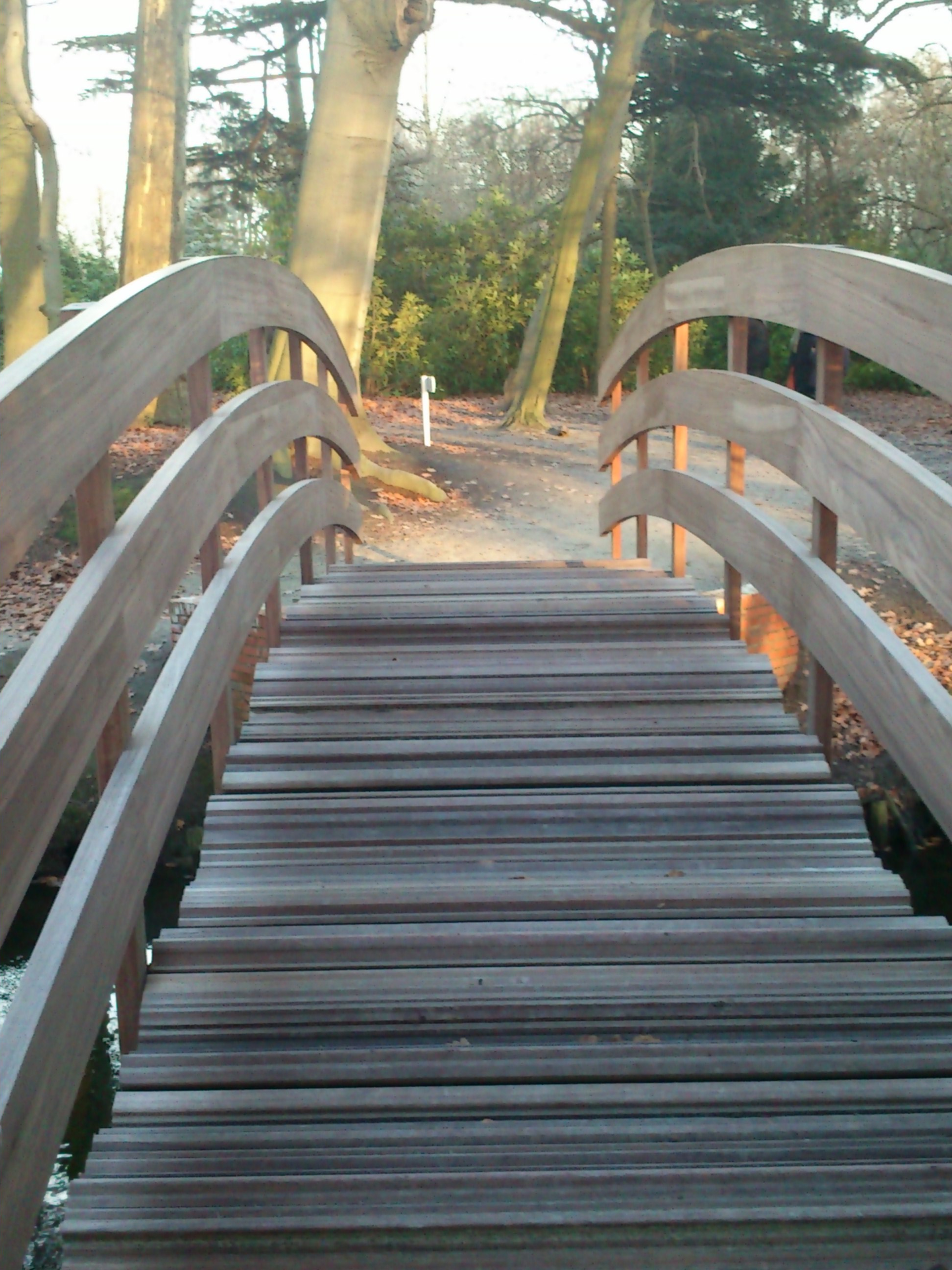
De brug in het Middelheimpark - vooraanzicht

## Tentoonstellingen
- 2008: Ai Weiwei, Groninger Museum, Groningen
- 2009-2014: Ai Weiwei: According to What? reizende tentoonstelling in verschillende musea[29][30][31][32]
- 2010: So Sorry, Haus der Kunst, München
- 2010: Ai Weiwei - Barely Something, Museum DKM, Duisburg
- 2010: Ai Weiwei: Dropping the Urn, Museum of Contemporary Craft, Portland
- 2010: Ai Weiwei, Galerie Urs Meile, Luzern (Zwitserland)
- 2011: Ai Weiwei – Sunflower Seeds 2010, Tate Modern, London (Engeland)
- 2011: Ai Weiwei – Interlacing, Fotomuseum Winterthur (Zwitserland)
- 2011: Ai Weiwei – in der Sammlung DKM, Museum DKM, Duisburg
- 2012: Ai Weiwei – Interlacing, Kunsthaus Graz, Graz, Oostenrijk
- 2012: Ai Weiwei, museum De Pont, Tilburg[33]
- 2014: Ai Weiwei – Evidence, Martin-Gropius-Bau, Berlijn (Duitsland)[34]
- 2015: Ai Weiwei - gieren, in de tuin van Kim Yung Un, Frankrijk
- 2016: Ai Weiwei - Cubes and Trees, Heong Gallery (Downing College), Cambridge UK[35]
- 2016: Ai Weiwei - #Safe Passage, Foam, Amsterdam[36]
- 2017: Amsterdam Light Festival
- 2017: Documentaire 'Human Flow'
- 2022: Ai Weiwei - in Search of Humanity, reizende tentoonstelling in verschillende musea

- Bibsys: 8052677
- Bibliothèque nationale de France: cb15866354p (data)
- Catàleg d'autoritats de noms i títols de Catalunya: 981058527845606706
- CiNii: DA17481832
- Gemeinsame Normdatei: 129428205
- International Standard Name Identifier: 0000 0001 1578 8134
- Library of Congress Control Number: no2004022393
- Nationale Bibliotheek van Letland: 000210142
- MusicBrainz: 6386d3db-cdb2-410c-a6c1-64b8cad39f71
- National Central Library: 1304783
- Bibliotheek van het Japanse parlement: 01174190
- Nationale Bibliotheek van Tsjechië: xx0148362
- Nationale bibliotheek van Australië: 49862612
- Nationale Bibliotheek van Israël: 987007580660905171
- Nationale Bibliotheek van Polen: a0000002847554
- Nationale en Universitaire bibliotheek Zagreb: 000783472
- Nederlandse Thesaurus van Auteursnamen: 308000676
- PIC: 384412
- RKD-Nederlands Instituut voor Kunstgeschiedenis: 239820
- Istituto Centrale per il Catalogo Unico: UBOV337192
- LIBRIS: 348310
- SNAC: w6ng5g98
- Système universitaire de documentation: 080572588
- Union List of Artist Names: 500125586
- Virtual International Authority File: 96607499
- WorldCat: E39PBJtXbfWwvpkCwccG8bgBT3